# 扎拉纳什科利湖
扎拉纳什科利湖是哈萨克斯坦东部杰特苏州阿拉科尔区与阿拜州乌尔扎尔区边界的一个淡水湖，是哈萨克斯坦一侧与阿拉山口相距最近的湖，山口另一侧为中国湖泊艾比湖，附近有城市多斯特克。1969年，中华人民共和国与苏联在该地附近爆发铁列克提事件。

## 参見
- 阿拉科爾湖
- 薩瑟克爾湖